# John Phillip Walker Lindh
John Phillip Walker Lindh (født 9 februar, 1981) er en amerikansk statsborger, der blev fanget som en fjendtlig kombattant i De Forenede Staters 2001-invasionen af Afghanistan. Walker Lindh afsoner en 20-årig fængselsstraf i forbindelse med hans deltagelse i Afghanistans Taleban hær. Han blev taget til fange under slaget ved Qala-i-Jangi, hvor CIA officer Johnny "Mike" Spann blev dræbt. 
Lindh modtog undervisning på Al-Farouq, en træningslejr i Afghanistan er forbundet med Al-Qaeda. Her deltog han i et foredrag af Osama bin Laden og siges at have fundet ham "uimponerende". Han var ikke klar over det planlagte 11. september 2001 angreb. Efter angrebene fandt sted, fortsatte han med at blive og kæmpe, selv efter at han vidste, at USA nu var allieret med Den Nordlige Alliance. Lindh havde tidligere modtaget uddannelse med Harkat-ul-Mujahideen, en internationalt udpeget terroristorganisation med base i Pakistan.
Lindh gik under navnet Sulayman al-Faris i løbet af sin tid i Afghanistan, men foretrækker navnet Abu Sulayman al-Irlandi i dag. I de første reportager efter hans tilfangetagelse blev han af nyhedsmedier som regel blot omtalt som "John Walker".